# Eupoa logunovi
Eupoa logunovi (лат.) — вид пауков-скакунов рода Eupoa. Распространены в Китае (Юньнань, Xishuangbanna, Mengla County, Xiaolongha Village, Xishuangbanna Biodiversity Conservation Corridor). Назван в честь Дмитрия В. Логунова.

## Описание
Паук мелкого размера, длина тела составляет около 2 мм. Длина карапакса самца 1,02 мм, ширина 0,91 мм. Длина брюшка самца 0,96 м, ширина 0,74 мм (у самки 1,18 и 0,94 мм). Eupoa logunovi можно легко отличить от других сородичей по длинному, искривленному ретролатеральному апофизу бедра (длиннее голени), который у других отсутствует или короче голени кости. Самка этого вида напоминает самку Eupoa prima Żabka, 1985 из Вьетнама наличием очень длинных копулятивных каналов, но её легко отличить по наличию вогнутой перегородки по сравнению с отсутствием у E. prima, и копулятивными протоками, которые связаны с базально-внутренними частями семяприемников, тогда как у E. prima они расположены латерально от семяприемников.

## Систематика и этимология
Вид был впервые описан в 2022 году китайскими арахнологами Cheng Wang (Tongren University, Tongren, Китай) и Shuqiang Li (Institute of Zoology, Chinese Academy of sciences, Пекин) и включён в род Eupoa из подсемейства Eupoinae. Назван в честь Дмитрия В. Логунова, за его вклад в таксономию пауков.